# Kuara
Kuara, Kisiga o Ku'ara, modernamente llamado yacimiento arqueológico de Tell al-Lahm, fue una antigua ciudad sumeria cuyas ruinas se sitúan en la gobernación de Di Car (Irak), a la orilla derecha de la antigua desembocadura del Éufrates, unos 30 km al sureste de Ur. Según la Lista Real Sumeria, Dumuzid, el legendario tercer rey de Uruk, provenía de Kuara. No debe confundirse a este monarca con el dios Dumuzid, que también aparece en este texto como "Dumuzid el pastor", descrito como un rey de Bad-Tibira.
La deidad local fue Nergal (en sumerio, Meslamtea) En la mitología sumeria Kuara se considera el lugar de nacimiento del dios Marduk (en sumerio, Asarluhi), hijo de Enki. Los cultos tanto de Marduk como de Ninehama se centraron en la ciudad. Kuara, al contrario que otras ciudades mesopotámicas, no aparece mencionada en la Biblia.
Kuara fue fundada en torno al año 2500 a. C., en tiempos del período dinástico arcaico, funcionando como puerto en el golfo Pérsico de Dilmún. En el año 709 a. C. el rey asirio Sargón II trató de apresar a su homónimo Marduk-apal-iddina II, huido a Kuara en un intento de salvarse. El ejército asirio sitió y destruyó la ciudad.
Actualmente el yacimiento arqueológico se compone de dos pequeñas colinas o tells rodeados por algunos montículos menores, situados junto a un curso seco del Éufrates. El arqueólogo J. E. Taylor excavó la ciudad por primera vez en 1855, durante solo unos días. Entonces encontró ladrillos con inscripciones y una única tablilla escrito con caracteres cuneiformes. En 1918 fue brevemente excavada de nuevo por Reginald Campbell Thompson.